# Walter Schelenz
Walter Schelenz (Karlsruhe, 21 mei 1903 – Freiburg im Breisgau, 5 september 1987) was een Duitse beeldhouwer.

## Leven en werk
Schelenz volgde een beroepsopleiding als preparateur, maar studeerde van 1922 tot 1923 aan de Großherzoglich Badischen Landeskunstschule in Karlsruhe en aansluitend van 1923 tot 1927 bij de beeldhouwer Karl Albiker aan de Akademie der bildenden Künste in Dresden. Van 1927 tot 1945 woonde en werkte hij als figuratieve beeldhouwer in Berlijn. Tot zijn bevriende collega's behoorden onder anderen Hermann Blumenthal, Ludwig Kasper en Gustav Seitz. Van 1937 tot 1945 was hij, noodgedwongen, werkzaam als technisch tekenaar voor de Luftwaffe.
Na de Tweede Wereldoorlog, waarin veel van zijn vroege werk verloren is gegaan, verbleef Schelenz eerst in het kuuroord Menzenschwand in St. Blasien en vervolgens in Bonndorf im Schwarzwald, waar hij tot 1954 de Kunsthandwerkschule leidde. Tot zijn leerlingen behoorden onder anderen de beeldhouwers Gerson Fehrenbach en Herbert Baumann. Van 1955 tot zijn dood in 1987 leefde en werkte hij in Freiburg im Breisgau. Hij nam afscheid van de figuratie en ging abstracter werken. Vanaf eind zestiger jaren werd zijn stijl bepaald door sterk geabstraheerde natuurlijke, vegetatieve vormen.
Schelenz verbleef in 1973 met een beurs in Villa Massimo in Rome en kreeg in 1977 de titel professor honoris causa van de regering van Baden-Württemberg.

## Werken (selectie)
- Der Fechter (1954)
- Formentfaltung (1957/59), Mozartstraße in Freiburg im Breisgau
- Große Terrakotta-Gruppe (1964/65), Landgericht Salzstraße in Freiburg
- Skulptur (1966), Altes Landratsamt in Rastatt - verplaatst naar de Anne-Frank-Schule en inmiddels verloren gegaan
- Terrakotta (1975), Breisacher Straße in Freiburg
- Mahnmal für die Opfer des Nazionalsozialismus (1975)[1], Platz der Alten Synagoge in Freiburg
- Gestaute Welle (1978), Staustufe in Iffezheim
- Gruppe im Gegenwind (1981)
- Tauchen wieder auf (1986)
- Blasiusbrunnen (met standbeeld van Sint Blasius uit de baroktijd), Domplatz Abdij Sankt Blasien in St. Blasien - geopend in 1988

## Fotogalerij

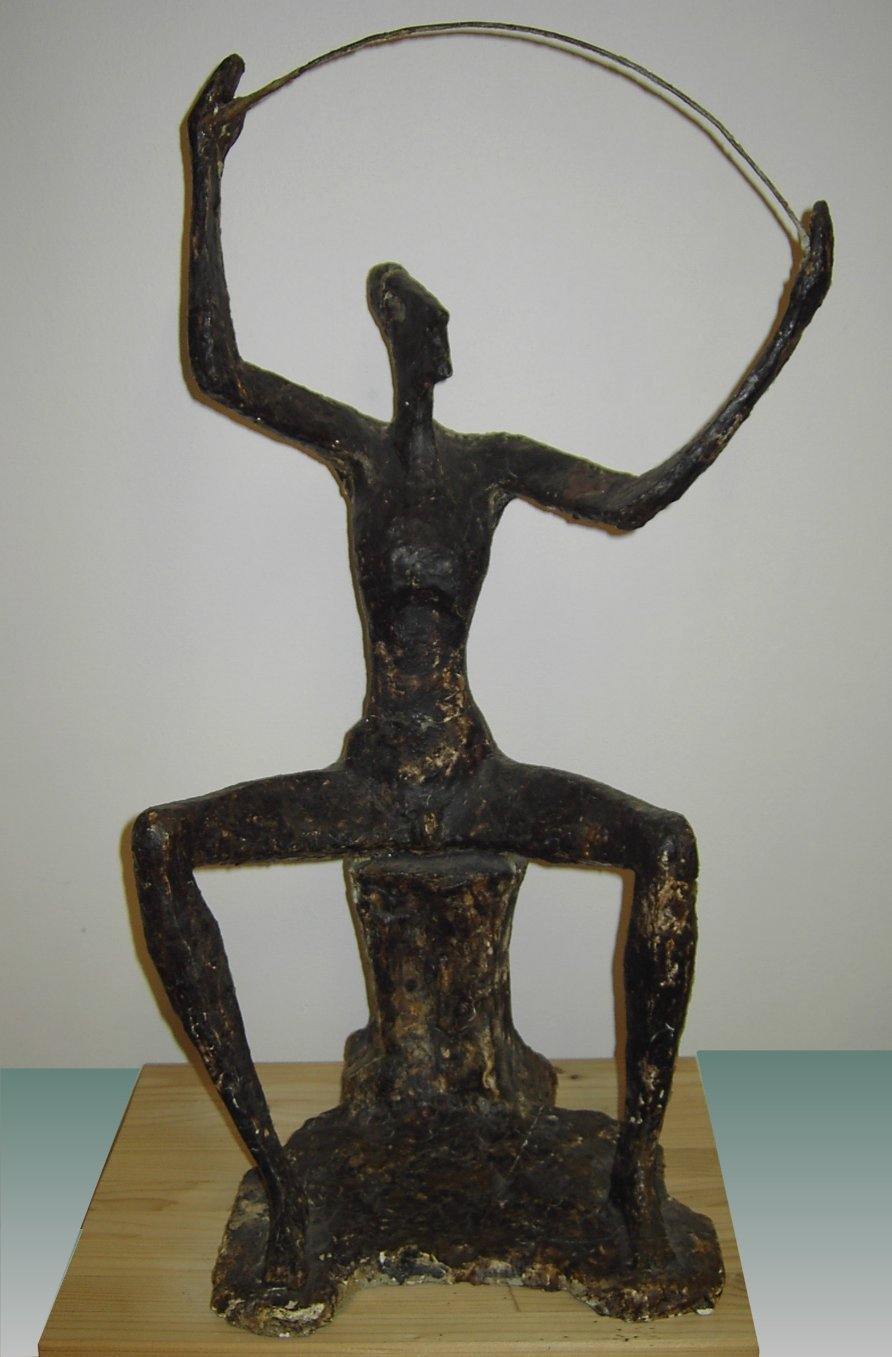
Fechter (1954)
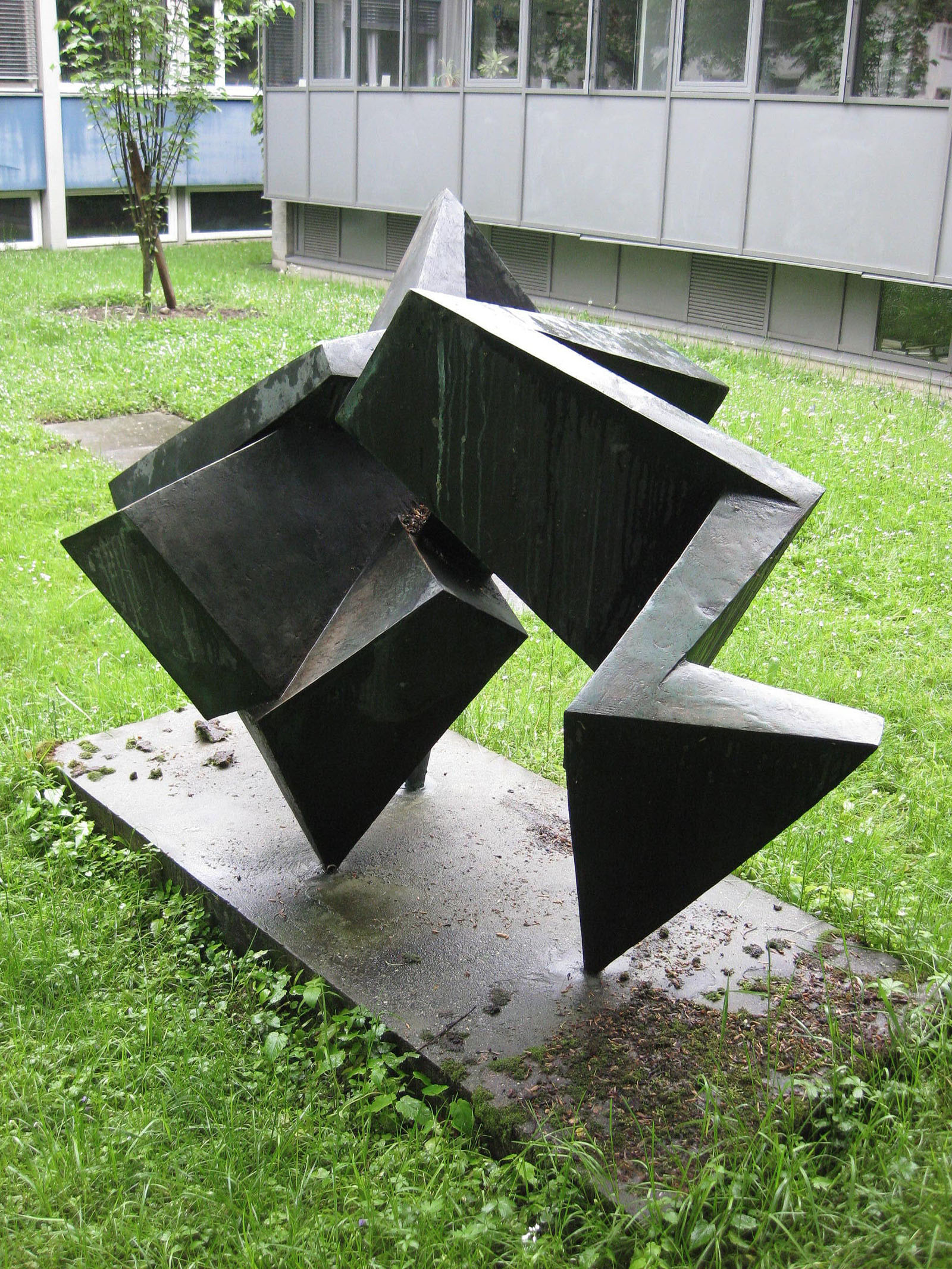
Formentfaltung (1957/59)
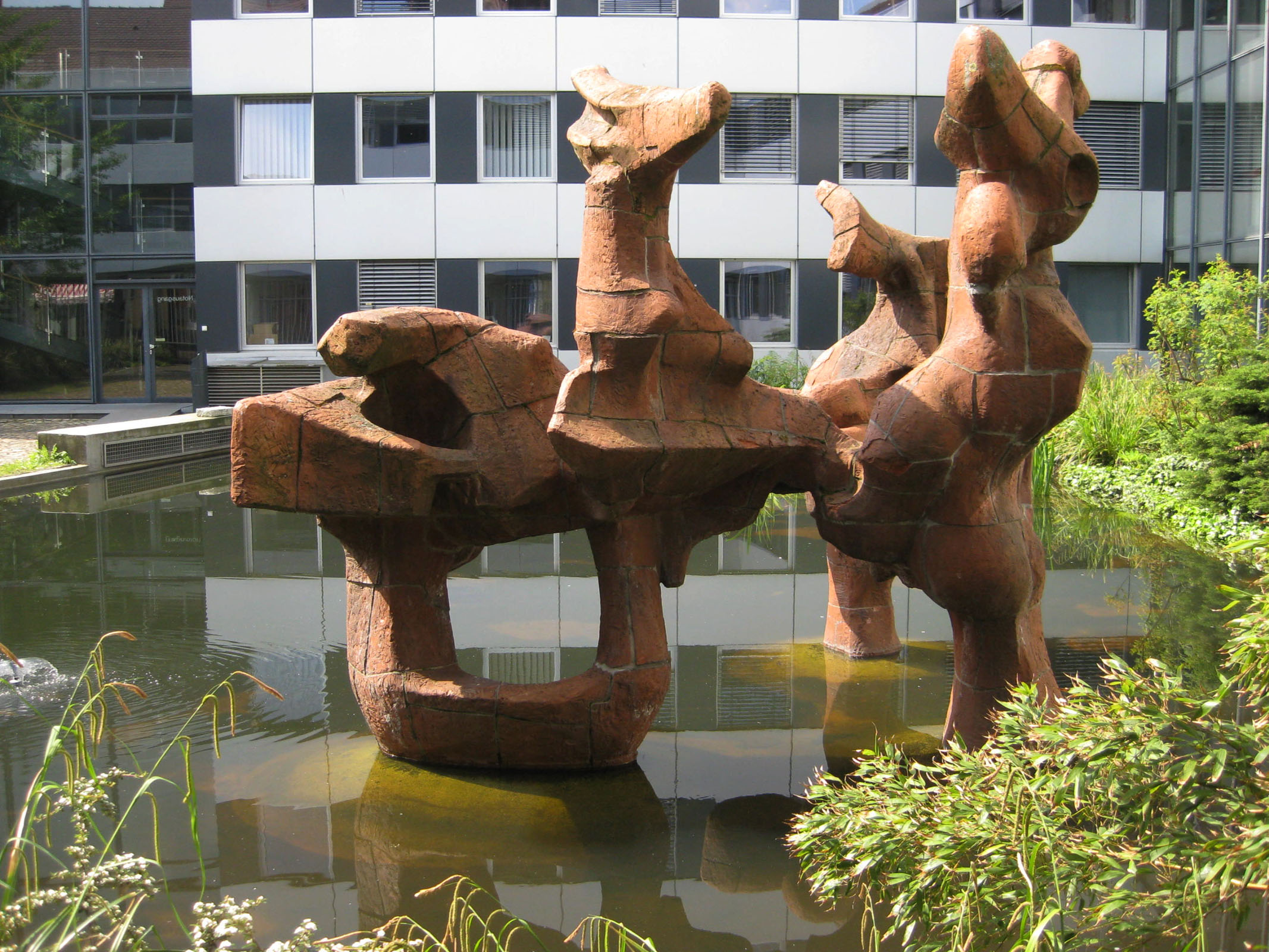
Große Terrakotta-Gruppe (1964/65)
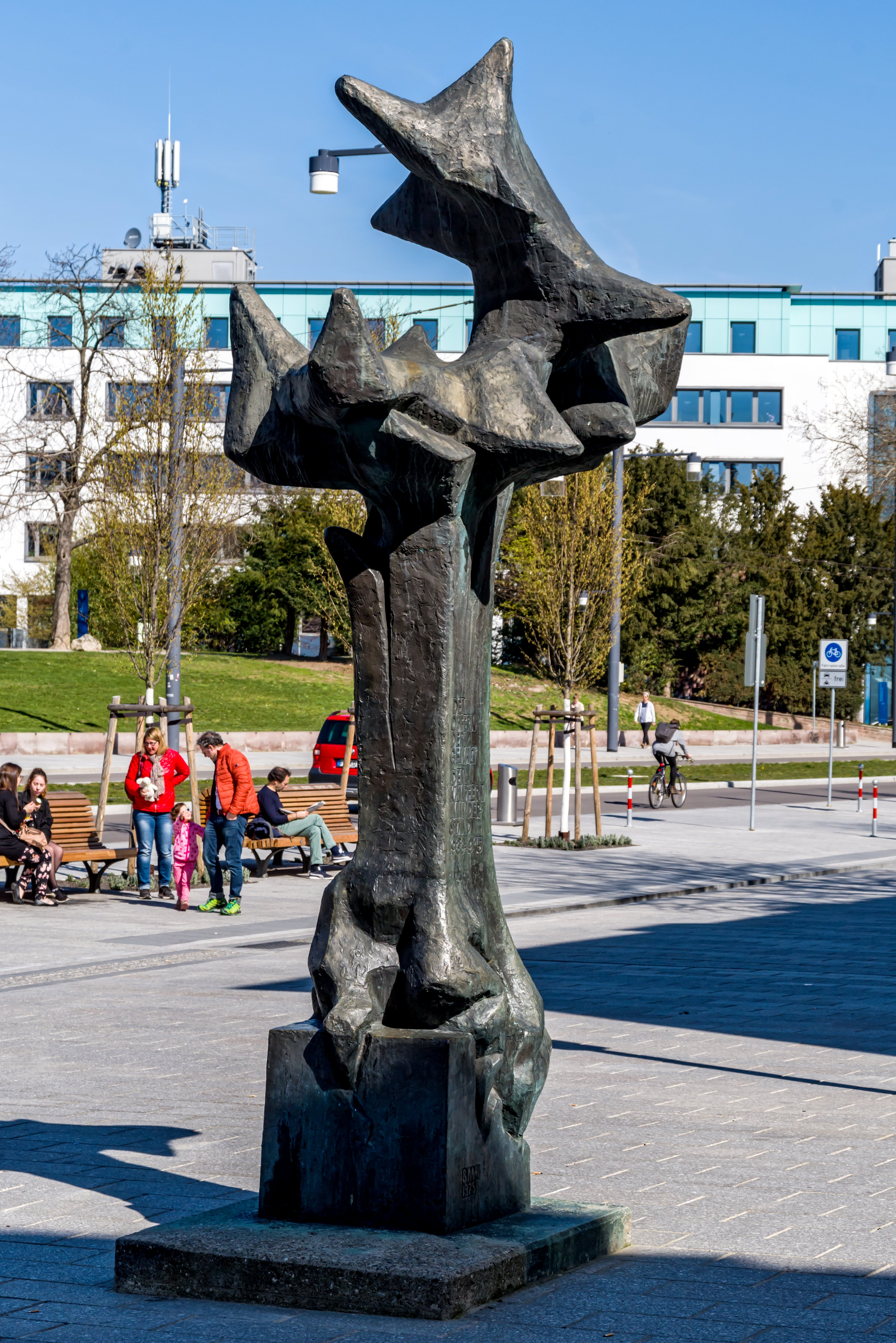
Mahnmal Opfer Nazionalsozialismus (1975)
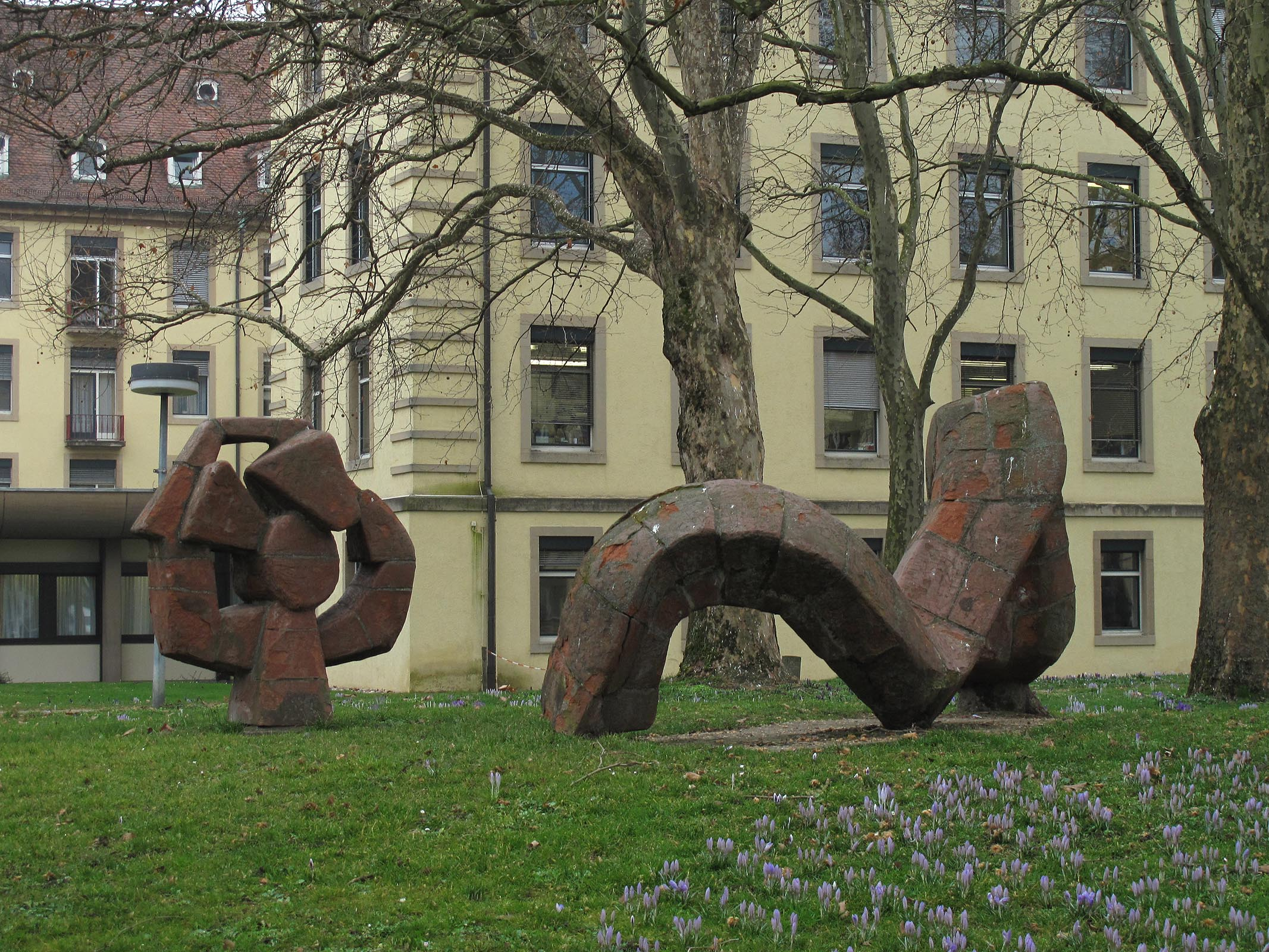
Terrakotta (1975)
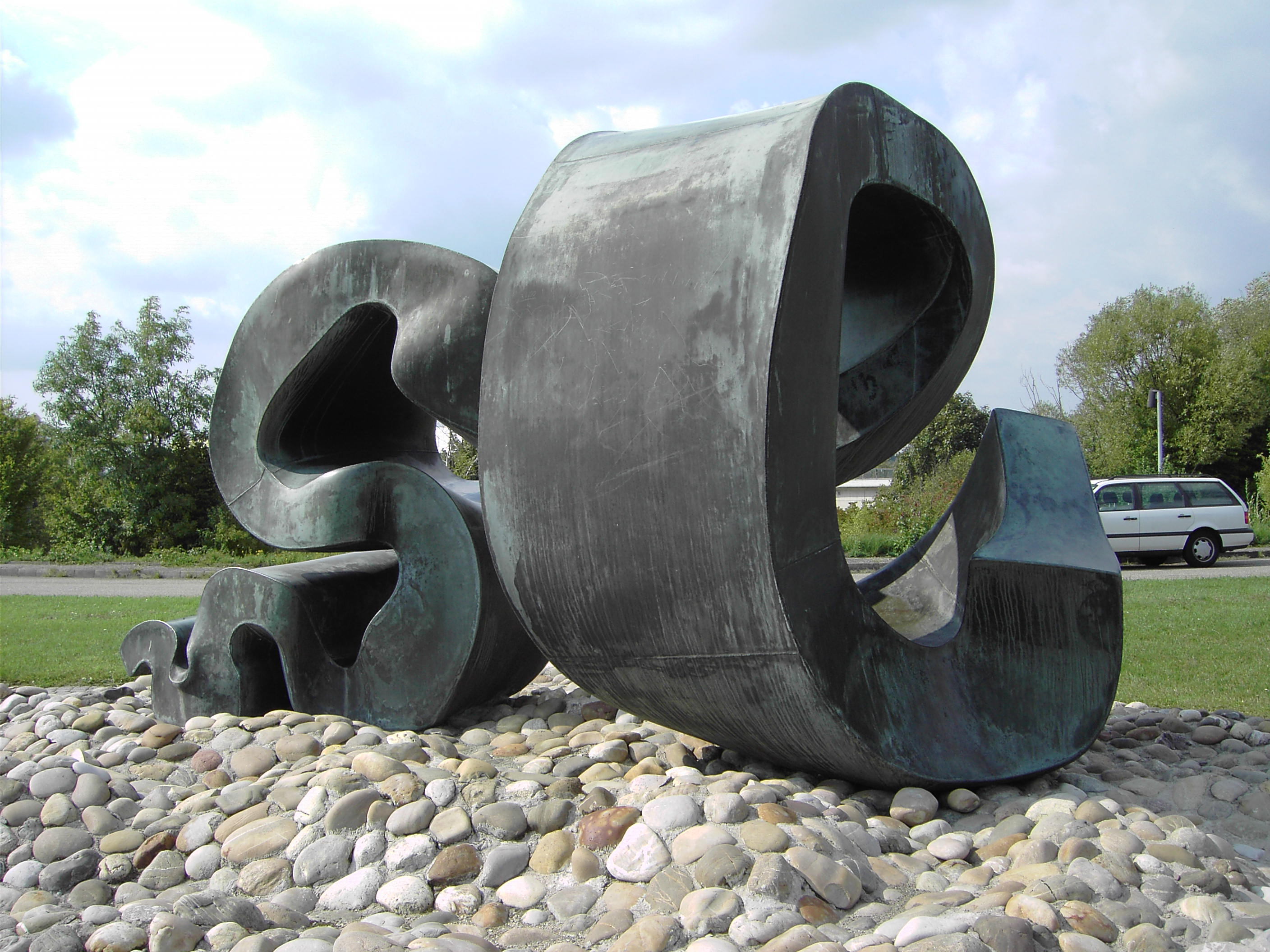
Gestaute Welle (1978)